# 2004-es Formula–1 bahreini nagydíj
A bahreini nagydíj volt a 2004-es Formula–1 világbajnokság harmadik futama, amelyet 2004. április 4-én rendeztek meg a bahreini Bahrain International Circuiten, Szahírban. Ez volt a sportág történelmének első bahreini versenye, és az 1958-as marokkói nagydíj óta az első arab országban megrendezett Formula–1-es verseny.

## Időmérő edzés
Az időmérő edzésen a Ferrarik újfent megszerezték az első sort. Michael Schumacher és Rubens Barrichello után ezúttal a két Williams, Juan Pablo Montoya és Ralf Schumacher rajtolt. Nick Heidfeld, Baumgartner Zsolt és Kimi Räikkönen tízhelyes rajtbüntetést kapott motorcsere miatt.
| Helyezés | Versenyző            | Csapat/Motor     | Idő        | Különbség |
| -------- | -------------------- | ---------------- | ---------- | --------- |
| 1        | Michael Schumacher   | Ferrari          | 1:30.139   | –         |
| 2        | Rubens Barrichello   | Ferrari          | 1:30.530   | + 0.391   |
| 3        | Juan Pablo Montoya   | Williams-BMW     | 1:30.581   | + 0.442   |
| 4        | Ralf Schumacher      | Williams-BMW     | 1:30.633   | + 0.494   |
| 5        | Szató Takuma         | BAR-Honda        | 1:30.827   | + 0.688   |
| 6        | Jenson Button        | BAR-Honda        | 1:30.856   | + 0.717   |
| 7        | Jarno Trulli         | Renault          | 1:30.971   | + 0.832   |
| 8        | Olivier Panis        | Toyota           | 1:31.686   | + 1.547   |
| 9        | Cristiano da Matta   | Toyota           | 1:31.717   | + 1.578   |
| 10       | David Coulthard      | McLaren-Mercedes | 1:31.719   | + 1.580   |
| 11       | Giancarlo Fisichella | Sauber-Petronas  | 1:31.731   | + 1.592   |
| 12       | Christian Klien      | Jaguar-Cosworth  | 1:32.332   | + 2.193   |
| 13       | Felipe Massa         | Sauber-Petronas  | 1:32.536   | + 2.397   |
| 14       | Mark Webber          | Jaguar-Cosworth  | 1:32.625   | + 2.486   |
| 15       | Nick Heidfeld*       | Jordan-Ford      | 1:33.506   | + 3.367   |
| 16       | Giorgio Pantano      | Jordan-Ford      | 1:34.105   | + 3.966   |
| 17       | Fernando Alonso      | Renault          | 1:34.130   | + 3.991   |
| 18       | Gianmaria Bruni      | Minardi-Cosworth | 1:34.584   | + 4.445   |
| 19       | Baumgartner Zsolt*   | Minardi-Cosworth | 1:35.787   | + 5.648   |
| 20       | Kimi Räikkönen*      | McLaren-Mercedes | idő nélkül |           |

* Nick Heidfeld, Baumgartner Zsolt és Kimi Räikkönen tízhelyes rajtbüntetést kapott motorcsere miatt.

## Futam

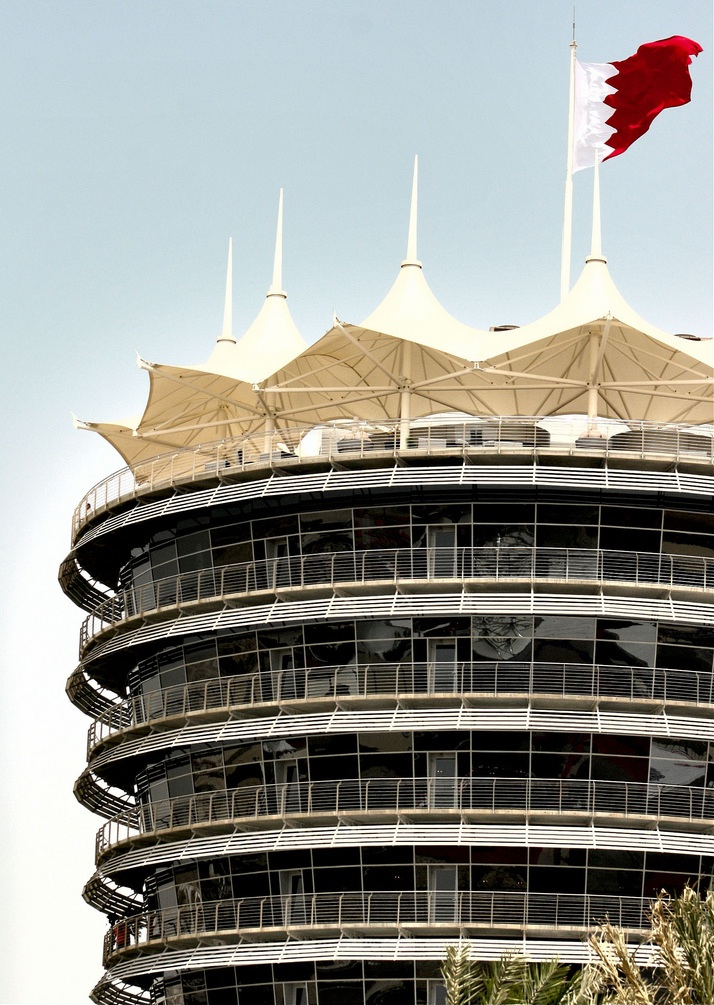
Bahrein, az első közel-kelet nagydíj helyszíne.

A pályán egy kör 5,420 km, a verseny 57 körös volt.
A futamon Schumacher első, Barrichello második lett, begyűjtve a Ferrari újabb kettős győzelmét. Jenson Button harmadikként ért célba, ezzel a bajnokságban is a harmadik helyre zárkózott fel. További pontszerzők sorrendje Jarno Trulli, Szató Takuma, Fernando Alonso, Ralf Schumacher, Mark Webber.
A bajnokságban Schumacher kilenc ponttal állt Barrichello előtt, a Ferrari pedig huszonkilenc ponttal a Renault előtt.
| Helyezés | Rajtszám | Versenyző            | Csapat/Motor     | Futott kör | Idő/Kiesés oka | Rajthely | Pont |
| -------- | -------- | -------------------- | ---------------- | ---------- | -------------- | -------- | ---- |
| 1        | 1        | Michael Schumacher   | Ferrari          | 57         | 1h28:34.875    | 1        | 10   |
| 2        | 2        | Rubens Barrichello   | Ferrari          | 57         | + 1.367        | 2        | 8    |
| 3        | 9        | Jenson Button        | BAR-Honda        | 57         | + 26.687       | 6        | 6    |
| 4        | 7        | Jarno Trulli         | Renault          | 57         | + 32.214       | 7        | 5    |
| 5        | 10       | Szató Takuma         | BAR-Honda        | 57         | + 52.460       | 5        | 4    |
| 6        | 8        | Fernando Alonso      | Renault          | 57         | + 53.156       | 16       | 3    |
| 7        | 4        | Ralf Schumacher      | Williams-BMW     | 57         | + 58.155       | 4        | 2    |
| 8        | 14       | Mark Webber          | Jaguar-Cosworth  | 56         | + 1 kör        | 14       | 1    |
| 9        | 17       | Olivier Panis        | Toyota           | 56         | + 1 kör        | 8        |      |
| 10       | 16       | Cristiano da Matta   | Toyota           | 56         | + 1 kör        | 9        |      |
| 11       | 11       | Giancarlo Fisichella | Sauber-Petronas  | 56         | + 1 kör        | 11       |      |
| 12       | 12       | Felipe Massa         | Sauber-Petronas  | 56         | + 1 kör        | 13       |      |
| 13       | 3        | Juan Pablo Montoya   | Williams-BMW     | 56         | + 1 kör        | 3        |      |
| 14       | 15       | Christian Klien      | Jaguar-Cosworth  | 56         | + 1 kör        | 12       |      |
| 15       | 18       | Nick Heidfeld        | Jordan-Ford      | 56         | + 1 kör        | 18       |      |
| 16       | 19       | Giorgio Pantano      | Jordan-Ford      | 55         | + 2 kör        | 15       |      |
| 17       | 20       | Gianmaria Bruni      | Minardi-Cosworth | 52         | + 5 kör        | 17       |      |
| Ki       | 5        | David Coulthard      | McLaren-Mercedes | 50         | Olajnyomás     | 10       |      |
| Ki       | 21       | Baumgartner Zsolt    | Minardi-Cosworth | 44         | Motorhiba      | 20       |      |
| Ki       | 6        | Kimi Räikkönen       | McLaren-Mercedes | 7          | Motorhiba      | 19       |      |

## A világbajnokság élmezőnyének állása a verseny után
| H  | Versenyzők         | Pont | H  | Konstruktőrök    | Pont |
| -- | ------------------ | ---- | -- | ---------------- | ---- |
| 1. | Michael Schumacher | 30   | 1. | Ferrari          | 51   |
| 2. | Rubens Barrichello | 21   | 2. | Renault          | 22   |
| 3. | Jenson Button      | 15   | 3. | Williams-BMW     | 19   |
| 4. | Juan Pablo Montoya | 12   | 4. | BAR-Honda        | 19   |
| 5. | Fernando Alonso    | 11   | 5. | McLaren-Mercedes | 4    |

## Statisztikák
A versenyben vezettek:
- Michael Schumacher 50 kör (1–9., 12–24., 28–41., 44–57.),
- Rubens Barrichello 6 kör (10., 25–27., 42–43.)
- Jenson Button 1 kör (11.)

Michael Schumacher 73. (R) győzelme, 58. pole pozíciója, 58. (R) leggyorsabb köre, 17. (R) mesterhármasa (gy, pp, lk)
- Ferrari 170. győzelme.